# IC 4380
IC 4380 — галактика типу Scd () у сузір'ї Волопас.
Цей об'єкт міститься в оригінальній редакції індексного каталогу.